# Швейцарски исторически лексикон
Швейцарският исторически лексикон (на немски: Historische Lexikon der Schweiz; на френски: Dictionnaire historique de la Suisse; на италиански: Dizionario storico della Svizzera), съкратено HLS, е швейцарски проект, започнат през 1988 г., който представя състоянието на знанието за историята на Швейцария във вид на енциклопедия.
Издателската къща на HLS е Stiftung Historisches Lexikon der Schweiz, която се намира под патронажа на Швейцарската Академия за духовни и социални науки и Швейцарското общество за история. Проектът се финансира от дарения чрез Конфедерация Швейцария. Редакцията наброява около 40 сътрудници, а общо върху проекта работят над 2500 автори. Главен редактор е историкът Марко Жорио.

## Творби
Според плановете HLS трябва да издава по един том всяка година, така че до 2014 г. да са издадени 13 тома с над 60 хил. статии за личности, семейства, места и специфични теми. През 2002 г. се появи първият том, а през есента на 2009 – осмият.
Всеки том се появява в пълен превод и на 3 от езиците, които се говорят в Швейцария – немски, френски и италиански. Оригиналните приноси на отделните автори се превеждат на нужните езици.
На четвъртия език – Реторомански, се издават от 1999 статии за места като ежегодни публикации. През 2008/2009 бе издадено еднотомово частично издание с името Lexicon istoric retic (LIR). То има за цел да представи най-пълно историческите и културни връзки между Граубюнден (където се говорят три езика) и някои от заобикалящите го кантони.
От 1998 г. се появява електронна версия в World Wide Web. Така нареченият e-HLS (още e-DHS; e-DSS) съдържа списък с най-важните термини, както и избрана колекция от свободни статии, но не и илюстрации. От 2004 г. в интернет пространството може да се намери и e-LIR на реторомански.
Предшественик на Швейцарския исторически лексикон е Швейцарският историко-биографски лексикон (HBLS), издаван от Виктор Атингер в периода 1921-1934.

### На немски език
- Aa – Basel (Fürstbistum), Том 1, Schwabe, Basel 2002, ISBN 978-3-7965-1901-7.
- Basel (Kanton) – Bümpliz, Том 2, Schwabe, Basel 2003, ISBN 978-3-7965-1902-4.
- Bund – Ducros, Том 3, Schwabe, Basel 2004, ISBN 978-3-7965-1903-1.
- Dudan – Frowin, Том 4, Schwabe, Basel 2005, ISBN 978-3-7965-1904-8.
- Fruchtbarkeit – Gyssling, Том 5, Schwabe, Basel 2006, ISBN 978-3-7965-1905-5.
- Haab – Juon, Том 6, Schwabe, Basel 2007, ISBN 978-3-7965-1906-2.
- Jura – Lobsigen, Том 7, Schwabe, Basel 2008, ISBN 978-3-7965-1907-9.
- Locarnini – Muoth, Том 8, Schwabe, Basel 2009, ISBN 978-3-7965-1908-6.
- MUV – QUA, Том 9, ще бъде издаден през 2010
- QUE – SCHE, Том 10, ще бъде издаден през 2011
- SCHI – STO, Том 11, ще бъде издаден през 2012
- STU – VIV, Том 12, ще бъде издаден през 2013
- VIW – ZYR, Том 13, ще бъде издаден през 2014

### На френски език
- Aa – Ban de l'Empire, том 1, Éditions Gilles Attinger, Hauterive 2002, ISBN 2-88256-134-2.
- Bandelier – Camuzzi, том 2, Éditions Gilles Attinger, Hauterive 2003, ISBN 2-88256-143-1.
- Canada – Derville-Maléchard, том 3, Éditions Gilles Attinger, Hauterive 2004, ISBN 2-88256-153-9.
- Desaix – Fintan, том 4, Éditions Gilles Attinger, Hauterive 2005, ISBN 2-88256-157-1.
- Firl – Frize, том 5, Éditions Gilles Attinger, Hauterive 2006, ISBN 2-88256-167-9.
- Grob – Istighofen, том 6, Éditions Gilles Attinger, Hauterive 2007, ISBN 2-88256-180-6.
- Italianité – Lozza, том 7, Éditions Gilles Attinger, Hauterive 2008, ISBN 978-2-88256-197-8.
- Lü – Muoth, том 8, Éditions Gilles Attinger, Hauterive 2009, ISBN 978-2-940418-06-0.
- MUT – POP, том 9, ще бъде издаден през 2010
- POR – SAL, том 10, ще бъде издаден през 2011
- SAM – STA, том 11, ще бъде издаден през 2012
- STE – VAU, том 12, ще бъде издаден през 2013
- VAV – ZYR, том 13, ще бъде издаден през 2014

### На италиански език
- Aa – Basilea, Fadrique de, том 1, Armando Dadò, Locarno 2002, ISBN 88-8281-099-2.
- Basilea (cantone) – Calvino, том 2, Armando Dadò, Locarno 2003, ISBN 88-8281-125-5.
- Cama – Delz, том 3, Armando Dadò, Locarno 2004, ISBN 88-8281-150-6.
- De Man – Flury, том 4, Armando Dadò, Locarno 2005, ISBN 88-8281-168-9.
- Fodiga – Greyerz, том 5, Armando Dadò, Locarno 2006, ISBN 88-8281-200-6.
- Gribbio – Istruzione pubblica, том 6, Armando Dadò, Locarno 2007, ISBN 978-88-8281-206-5.
- Italia – Lugrin, том 7, Armando Dadò, Locarno 2008, ISBN 978-88-8281-230-0.
- Luigi – Napoli, том 8, Armando Dadò, Locarno 2009,
- NEM – PRI, том 9, ще бъде издаден през 2010
- PRO – SAV, том 10, ще бъде издаден през 2011
- SAW – STE, том 11, ще бъде издаден през 2012
- STI – VAL, том 12, ще бъде издаден през 2013
- VAM – ZYR, том 13, ще бъде издаден през 2014